# Lo straniero di Stone City
Lo straniero di Stone City (Last of the Desperados) è un film western statunitense del 1955 diretto da Sam Newfield con James Craig, Jim Davis e Barton MacLane. È incentrato sulle vicende di Pat Garrett lo sceriffo, realmente esistito, che uccise Billy the Kid. Qui Garnett e braccato dalla banda di Billy che vuole vendicarsi.

## Produzione
Il film, diretto da Sam Newfield su una sceneggiatura di Orville H. Hampton, fu prodotto da Sigmund Neufeld per la Sigmund Neufeld Productions e girato da fine agosto all'inizio di settembre 1955. Il titolo di lavorazione fu  The Story of Pat Garrett.

## Distribuzione
Il film fu distribuito con il titolo Last of the Desperados negli Stati Uniti nel 1955 al cinema dalla Associated Film Releasing Corporation (AFRC).
Altre distribuzioni:
- negli Stati Uniti nel novembre del 1955
- in Austria nel 1957 (Der Sheriff von Lincoln City)
- in Germania Ovest il 5 aprile 1957 (Der Sheriff von Lincoln-City)
- in Giappone il 29 luglio 1958
- in Finlandia il 14 ottobre 1960 (Laukaus pimeässä e Skott i mörker)
- in Italia (Lo straniero di Stone City)
- in Grecia (O teleftaios desperado)

## Promozione
La tagline è: "Target for every loose gun... and gal in the life of "Billy the Kid"!".